# Adamah Meshuga'at
Adamah Meshuga'at é um filme de drama israelita de 2006 dirigido e escrito por Dror Shaul. Foi selecionado como representante de Israel à edição do Oscar 2007, organizada pela Academia de Artes e Ciências Cinematográficas.

## Elenco
- Tomer Steinhof - Dvir
- Ronit Yudkevitz - Miri
- Shai Avivi - Avraham
- Pini Tavger - Eyal
- Gal Zaid - Shimshon
- Henri Garcin - Stephan
- Daniel Kitsis - Maya
- Idit Tzur - Hanna
- Yosef Carmon - Zvi
- Sharon Zuckerman - Etty
- Rivka Neumann - Zila
- Ami Weil - Uzi
- Hila Ofer - Linda
- Omer Berger - Ronen
- Natan Sgan-Cohen - Avi